# Seis días para morir
Seis días para morir (La Rabia) es una película de drama y misterio mexicana de 1967, dirigida por Emilio Gómez Muriel y protagonizada por David Reynoso, José Elías Moreno, Joaquín Cordero, Libertad Leblanc y José Gálvez. En la cual participan Germán Valdés «Tin-Tan», Lucha Villa, Fernando Soler, Sara García y Adriana Roel. Algunas de sus escenas fueron filmadas en las fuentes del Bosque de Chapultepec, mostrando documentación de la vida cotidiana de la Ciudad de México de aquella época. Esta película aborda el tema de la campaña en contra de la rabia, motivando la conciencia del espectador para adquirir la costumbre de vacunar periódicamente a los animales de compañía y así también proteger al ser humano.

## Sinopsis
Tres niñas (Cristina Valverde, Laura Salinas y Margarita una vendedora de billetes de lotería) juegan en un parque con un perro llamado “Duque”, que sin saber porta la rabia y les lame las manos. El irresponsable dueño del perro no lo ha vacunado y al ver que el perro se comporta extraño, tratar de acercársele pero este lo muerde y al encontrarse la puerta de la casa abierta escapa. Carlos un agente de sanidad, después de que se diagnostica al perro con rabia, busca desesperadamente durante seis días a las niñas por toda la ciudad para salvarles la vida. Por otra parte Jaime Esquivel, un periodista de pocos escrúpulos que reporta al diario “La Tribuna” notas sensacionalistas (amarillistas); aprovecha la campaña “La cruzada de los 6 días” que usan las autoridades sanitarias para la localización de las tres niñas y sacar provecho. Apoyado por el periódico en el que colabora, realiza siempre el trabajo empleando su orgullosa frase “Primero yo y que se hunda el mundo”, sin saber que la vida le depara una gran lección.

## Reparto
- David Reynoso .... Camilo Ortega “El Lagartijo” (padrino de Margarita)
- José Elías Moreno .... Dr. Jáuregui
- Joaquín Cordero .... Carlos Garibay (Agente Especial de Sanidad y padre de Cristina)
- Libertad Leblanc .... Ofelia (madre de Laura Salinas)
- José Gálvez .... Jaime Esquivel (Reportero del periódico “La Tribuna” y padre de Luis)

### Actuaciones Especiales
- Germán Valdés «Tin-Tan» .... José (Globero)
- Lucha Villa .... Avelina Rodríguez (pareja del “Lagartijo”)
- Fernando Soler .... Don Agustín (esposo de doña Mercedes)
- Sara García .... Doña Mercedes (abuelita de Cristina)
- Adriana Roel .... Martha (esposa de Jaime)

### Resto del elenco
- Andrea Palma .... Doña Tomasa (dueña de la perra “Amapola”)
- Francisco Reiguera .... Don Joaquín (dueño del perro “Duque”)
- María Teresa Rivas .... Diana (amiga de Ofelia)
- Raúl Meraz .... Enrique (esposo de Ofelia)
- Carlos León .... (ayudante de Carlos)
- Margarita Delgado .... (esposa de José)
- Pili González .... Cristina Valverde (nieta de doña Mercedes y don Agustín)
- Actor .... Dimas (Policía del parque)
- Niña actriz .... Margarita (Billetera e hija de Avelina)
- Niña actriz .... Laura Salinas (hija de Ofelia y Enrique)
- Niño actor .... Luis (hijo de Martha y Jaime)

## Curiosidades
- La vacuna contra la rabia fue descubierta por el químico francés Louis Pasteur (1822-1895), el 6 de julio de 1885.
- La vacuna exitosamente fue probado por primera vez en el niño Joseph Meister (1876-1940) que fue mordido por un perro rabioso cuando la vacuna de Pasteur sólo se había probado con unos cuántos perros.
- La Montaña Rusa de los Juegos Mecánicos de Chapultepec (Hoy Feria de Chapultepec Mágico) fue inaugurada el 24 de octubre de 1964.

- Datos: Q7446915